# Међународни резидуални механизам за кривичне судове
Међународни резидуални механизам за кривичне судове (енгл. International Residual Mechanism for Criminal Tribunals, фр. Mécanisme international appelé à exercer les fonctions résiduelles des Tribunaux pénaux, кињ. Urwego Mpuzamahanga Rwashyiriweho Gukora Imirimo y'Insigarira y'Inkiko Mpanabyaha), познат и као МКСР или само Механизам је међународни кривични суд успостављен Резолуцијом 1966 од стране Савета безбедности Уједињених нација као ad hoc трибунал 2010. године, као наследник функције Међународног кривичног суда за Руанду (МКСР) и Међународног кривичног суда за бившу Југославију (МКСЈ).

## Историјат
Током 90-их година, Савет безбедности Уједињених нација је основао два кривична суда за гоњење појединаца одговорних за ратне злочине, злочине против човечности и геноцид. Први је био Међународни кривични суд за бившу Југославију (МКСЈ), основан 1993. године. Други је Међународни кривични суд за Руанду (МКСР), основан 1994. године. Оба суда су основана као привремени ad hoc трибунали и требало је да њихов рад буде окончан након завршетка мандата за истрагу и процесуирање. У већини покренутих поступака, ови судови су закључили предмете доношењем пресуде. Ипак, преостало је вођење неколико већ започетих предмета у одређеним фазама поступка, а постоји потреба за механизмом одлучивања о превременом пуштању на слободу, обезбеђивању заштите сведока, архиве и поверљивих докумената. Да би се постигло ефикасно надгледање преосталих задатака МКСЈ и МКСР, Савет безбедности Уједињених нација је 22. децембра 2010. године донео Резолуцију 1966, којом је створен Механизам.

## Мандат
У Резолуцији 1966, Савет безбедности је одлучио да: „Механизам наставља јурисдикцију, права и обавезе и суштинске функције МКСЈ-а и МКСР-а“. Савет безбедности је даље предвидео да ће Механизам бити: „мала, привремена и ефикасна структура, чије ће се функције и величина временом смањивати, са малим бројем особља сразмерно смањеним функцијама“. Механизам ће наставити да функционише док Савет безбедности не одлучи другачије, међутим биће подвргнут двогодишњој ревизији која почиње 2016. године.
Механизам се састоји од две гране. Једна грана покрива функције наслеђене од МКСР-а и налази се у Аруши, Танзанија. Почео је да функционише 1. јула 2012. године. Друга грана налази се у Хагу, Холандија, а почео је са радом 1. јула 2013. године. 

## Оптужени у бекству
Механизам води праћење, хапшење и кривично гоњење шест преосталих оптужених које МКСР још увек тражи и то је његов приматни задатак. С друге стране, Међународни кривични суд за бившу Југославију је хапшењем и испоручивањем Ратка Младића и Горана Хаџића 2011. године, довршио оно што је првобитно било предвиђено у функцији Механизма - суђење преосталим оптуженима.
МКСЈ је 1. децембра 2015. године ревидирао и прогласио јавним поверљиви налог уместо оптужнице, који је издат 30. октобра 2012. године, против Петра Јојића, Вјерице Радете и Јова Остојића, чланова правног тима за одбрану Војислава Шешеља пред Хашким трибуналом. Остојић је умро 29. јуна 2017. године, тако да је 17. августа 2017. године издата оптужница по основу непоштовања суда само против Јојића и Радете, у којој их терети за вршење притиска на сведоке тужилаштва у Шешељевом предмету. Иако је првобитно било одлучено да се поступак проследи и води пред домаћим правосудним органима у Београду, Механизам је од тога одустао и захтева да Влада Републике Србије испоручи Јојића и Радета. Обоје су изјавили спремност да учествују у поступку уколико им се буде судило у Србији. Председник Републике Србије Александар Вучић је 17. априла 2021. године изјавио да Србија неће испоручити Јојића и Радету, уз образложење да за то не постоји правни основ унутар домаћег законодавства, као и да се Србија међународним споразумима обавезала да ће испоручити оптужене за ратне злочине, а не и за непоштовање суда. Изјавио је и спремност да такав став лично образложи на седници Савета безбедности Уједињених нација, која је о овом питању иницирана од стране једног судије Механизма.

## Организација
Механизам има заједничке челнике надлежне за оба трибунала: председника, тужиоца и секретара. Сви су именовани на четворогодишњи мандат, који се може обновити.

### Председник
Председника Механизма именује генерални секретар Уједињених нација, по обављеним консултацијама са председавајућим Савета безбедности и судијама Механизма.
| Име и презиме | Држава | Почетак мандата  | Крај мандата     |
| ------------- | ------ | ---------------- | ---------------- |
| Теодор Мерон  | САД    | 1. март 2012.    | 18. јануар 2019. |
| Кармел Агиус  | Малта  | 19. јануар 2019. |                  |

### Тужилац
Тужиоца именује Савет безбедности на предлог генералног секретара УН.

## Поступци у току
| Име и презиме оптуженог            | Фаза поступка      |
| ---------------------------------- | ------------------ |
| Франко Симатовић и Јовица Станишић | Претресни поступак |
| Ратко Младић                       | Жалбени поступак   |
| Петар Јојић и Вјерица Радета       | Непоштовање суда   |